# Orchidophilus aterrimus

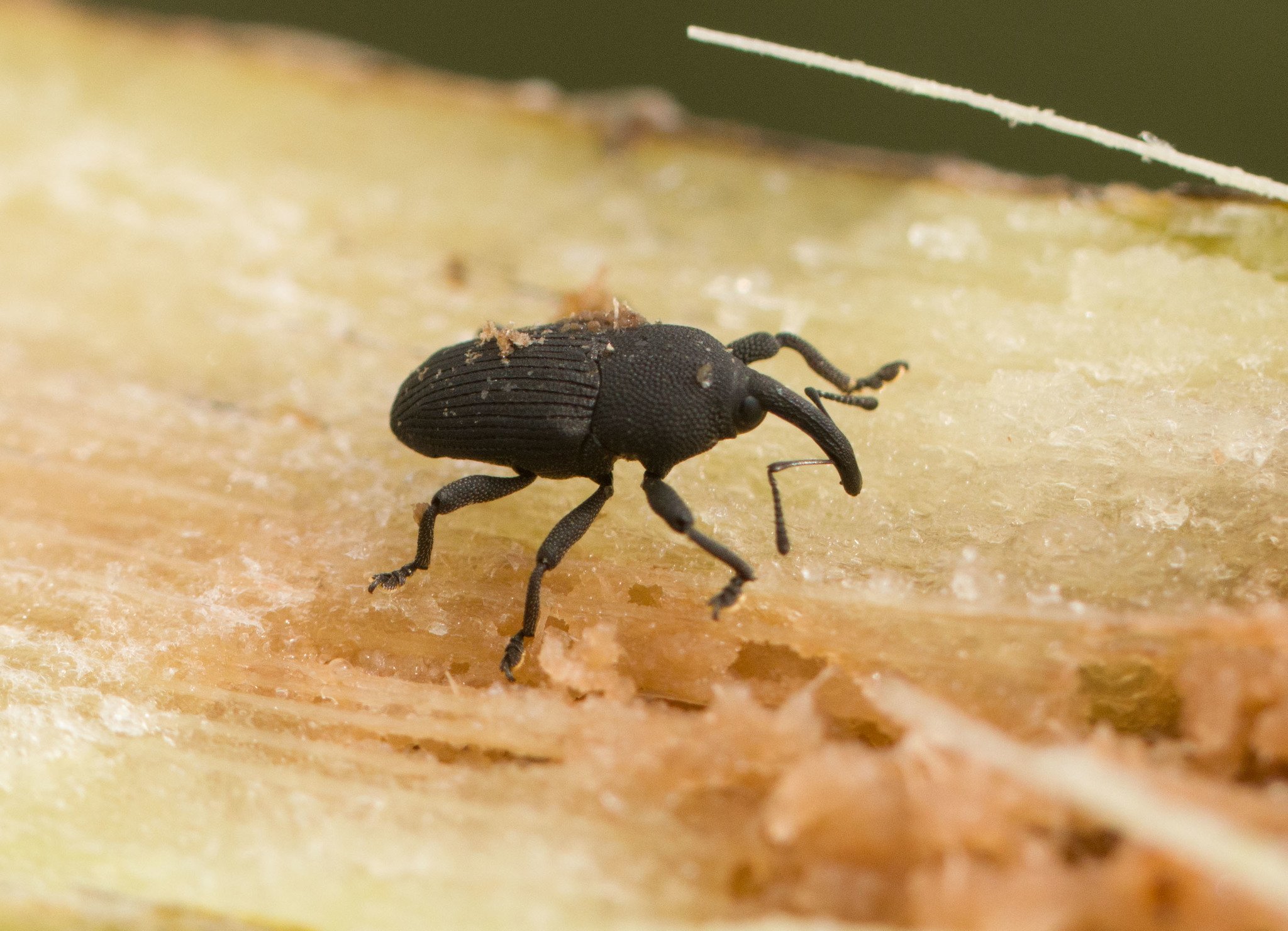
Orchidophilus aterrimus

Orchidophilus aterrimus är en skalbaggsart som först beskrevs av Waterhouse 1874.  Orchidophilus aterrimus ingår i släktet Orchidophilus, och familjen vivlar. Arten förekommer tillfälligt i Sverige, men reproducerar sig inte.